# Astaxanthin
Astaxanthin (AXT, von griech. ἀστακός (astakós) „Hummer“ und Xanthin zu griech. ξανθός (xanthós) „gelblich“) ist ein natürlicher, rötlich-violetter Farbstoff, der zur Xanthophyll-Klasse der Carotinoide zählt. Er wird vor allem von Grünalgen produziert und ist etwa für die Rotfärbung von Krebstieren verantwortlich, die diese Algen verzehren. Industriell wird Astaxanthin aus der Alge Haematococcus pluvialis gewonnen, die auch für das natürliche Phänomen des „Blutregens“ verantwortlich ist. Der Farbstoff wurde früher als Haematochrom bezeichnet.

## Eigenschaften und Verwendung

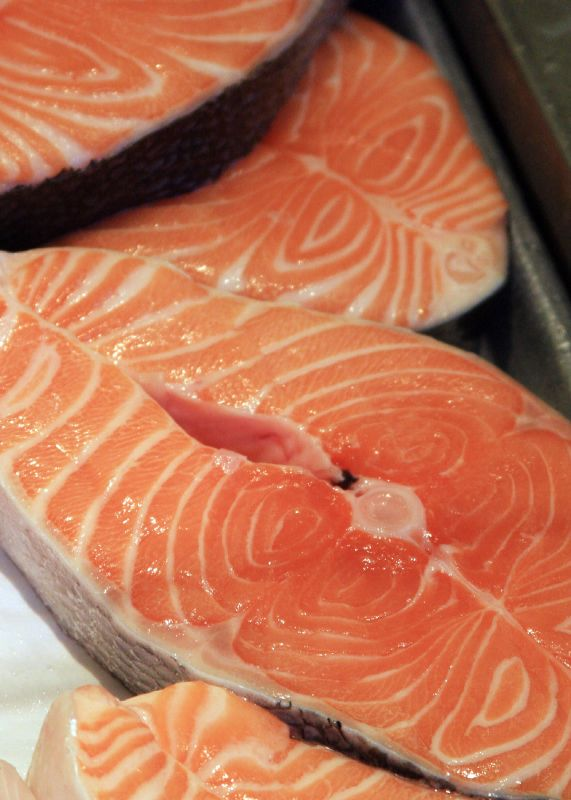
Küchenfertiger Lachs, als Steak geschnitten, die Farbe hängt vom Astaxanthin-Gehalt ab.

Astaxanthin ist strukturell verwandt mit den Carotinoiden β-Carotin, Zeaxanthin und Lutein, und so teilen diese viele der metabolischen und physiologischen Funktionen, die den Carotinoiden zugeschrieben werden.
Von Bedeutung in der Fischernährung ist, dass Astaxanthin eine vitaminartige Wirkung hat und sich dadurch positiv auf die Fruchtbarkeit und die Immunabwehr von Fischen in Zuchtanlagen auswirkt. Bei Fischen bewirkt Astaxanthin, das eine zehnfach stärkere Wirkung als β-Carotin hat, nicht nur eine starke Intensivierung der roten, sondern auch der gelben, grünen und blauen Pigmente und eine lachsrote Einfärbung des Fleisches. Die natürliche Fleischfarbe von Lachsen geht auf den Astaxanthingehalt der verzehrten Kleinkrebse zurück.
Astaxanthin ist als Futtermittelzusatzstoff (E 161j) zum Fischfutter bei der Erzeugung von Speisefischen zugelassen. Es wird verwendet, um den eigentlich weißfleischigen Regenbogenforellen lachsrotes Fleisch anzufüttern. Sie werden dann als Lachsforelle vermarktet.

## Stereoisomere
Astaxanthin enthält in den seitlichen Cyclohexenon-Ringen je ein Stereozentrum, folglich  gibt es drei isomere Astaxanthine:
| Stereoisomere des Astaxanthins                                     |
| vergrößern und Informationen zum Bild anzeigen(3S,3′S)-Astaxanthin |
| vergrößern und Informationen zum Bild anzeigen(3R,3′R)-Astaxanthin |
| vergrößern und Informationen zum Bild anzeigenmeso-Astaxanthin     |

- (3S,3′S)-Astaxanthin,
- (3R,3′R)-Astaxanthin und
- meso-Astaxanthin.

Wildlachs enthält fast ausschließlich (3S,3′S)-Astaxanthin. Wenn Zuchtlachs mit synthetischem Astaxanthin gefüttert wird, findet man im Fisch die Stereoisomere (3S,3′S) : meso : (3R,3′R) im Verhältnis 1 : 2 : 1. Wurde der Lachs hingegen mit Garnelenschrot (z. B. aus Pandalus borealis) gefüttert, so dominiert die meso Form. Wenn das Astaxanthin aus der Hefe Xanthophyllomyces dendrohous stammt, findet man im Lachs das (3R,3′R)-Stereoisomer.

## Analytik
Zur zuverlässigen qualitativen und quantitativen Bestimmung von Astaxanthinen kommen nach angemessener Probenvorbereitung die Kopplungen chromatographischer Verfahren wie zum Beispiel der HPLC oder der Gaschromatographie mit der Massenspektrometrie zum Einsatz.